# Енгелсцел
Енгелсцел (на немски: Engelszell) е трапистка бира, произведена и бутилирана в пивоварната на траписткото абатство „Stift Engelszell“, разположено в близост до град Енгелхартсцел на Дунав, провинция Горна Австрия, Австрия. „Engelszell“ e една от осемте трапистки марки бира, заедно с Achel, Westmalle, Westvleteren, Chimay, Orval, Rochefort, и „La Trappe“, които имат правото да носят знака „Автентичен трапистки продукт“ (Authentic Trappist Product), обозначаващ спазването на стандартите на „Международната трапистка асоциация“.

## История
Абатството е основано през 1293 г. от Бернхард Прамбах, епископ на Пасау, като цистерциански манастир. През 1754 – 1764 г. се построява настоящата абатска църква – внушителна сграда в стил рококо, с кула, висока 76 метра. През 1786 г. абатството е разпуснато от император Йозеф II и сградите му се ползват за светски нужди включително като фабрика и резиденция. Манастирските сгради са заети отново през 1925 г. от немски монаси – траписти, прогонени след Първата световна война от френското абатство Ольонберг в Елзас. През 1939 г. абатските сгради са конфискувани от Гестапо и 73-мата монаси са изгонени, като 4 от тях са изпратени в концентрационния лагер Дахау. След края на войната, през 1945 г., само около една трета от монасите се завръщат в обителта. В абатството обаче пристигат заедно със своя абат немски монаси бежанци, прогонени след войната от абатството Мария Звиезда в Баня Лука, Босна и Херцеговина.
От 1590 г. в абатството се вари собствена бира. Производството обаче е прекратено през 1929 г.
През ноември 2011 г. започва строителството на нова пивоварна. Тя е инсталирана в съществуващите стопански постройки на манастира и е с капацитет за производство до 2500 хектолитра годишно.
На 8 февруари 2012 г. в новата пивоварна в австрийското абатство е сварена първата трапистка бира след затварянето на пивоварната през 1929 г. Новата австрийска бира е пусната на пазара през май 2012 г. 

## Асортимент
Новата трапистка бира се прави по метода на високата ферментация в две разновидности:
- Engelszell Gregorius – тъмен дубъл ейл, с алкохолно съдържание 9,7 об.%, в производство от май 2012 г. Наречена е на името на Gregorius Eisvogel – абат от 1931 до 1950 г.
- Engelszell Benno – светло-кехлибарен блонд ейл, с алкохолно съдържание 7.0 об.%, на пазара през есента на 2012 г. Наречена е на името на Benno Stumpf – абат от 1953 до 1966 г.